# Kanon (geschut)

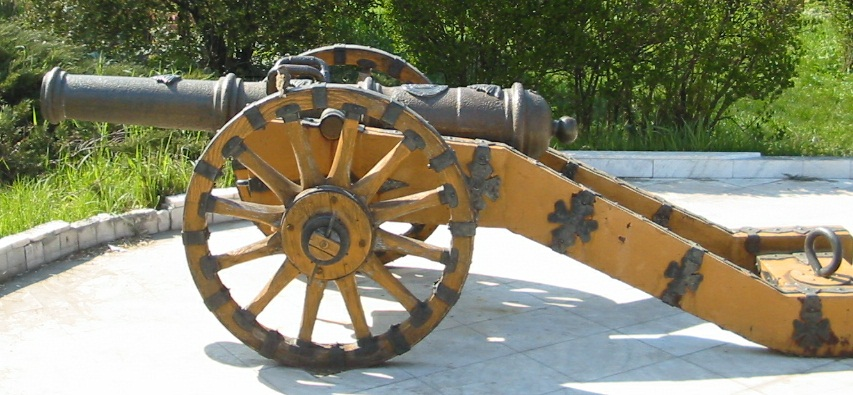
Klein landkanon uit gietijzer met twee "dolfijnen", op wagen

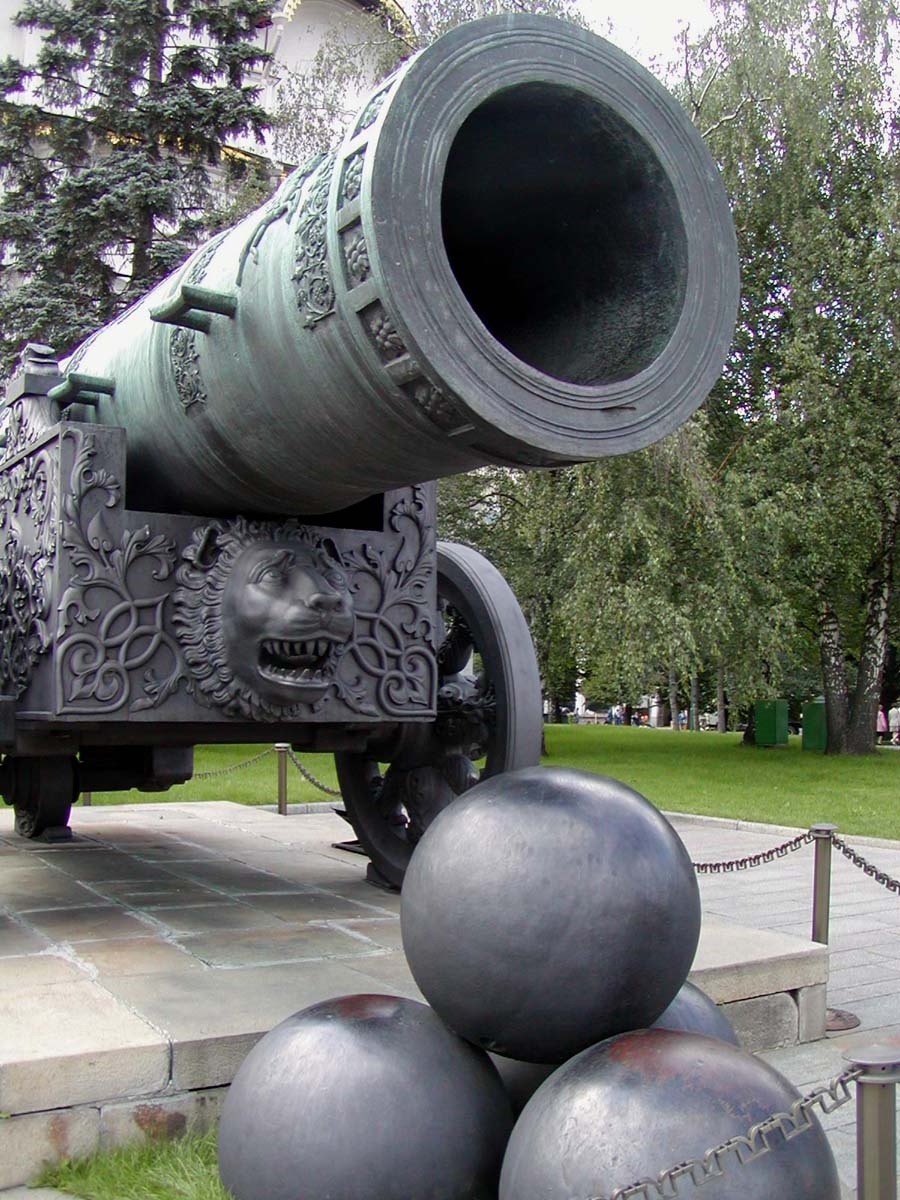
Tsarenkanon uit 1586 in Moskou

Een kanon is een stuk geschut waarmee een zwaar projectiel door middel van springstof in een kogelbaan op een doel kan worden afgeschoten. Geschut van dit type wordt ook wel vlakbaangeschut genoemd, in tegenstelling tot krombaangeschut of worpgeschut, dat projectielen over hoge hindernissen heen kan schieten. Kanonnen worden gebruikt voor oorlogsvoering en verdediging, ze zijn in te delen in zwaarte van de afschietbare kogels, naar materiaal en of springstof en kogel aan de voorzijde of achterzijde worden geladen.

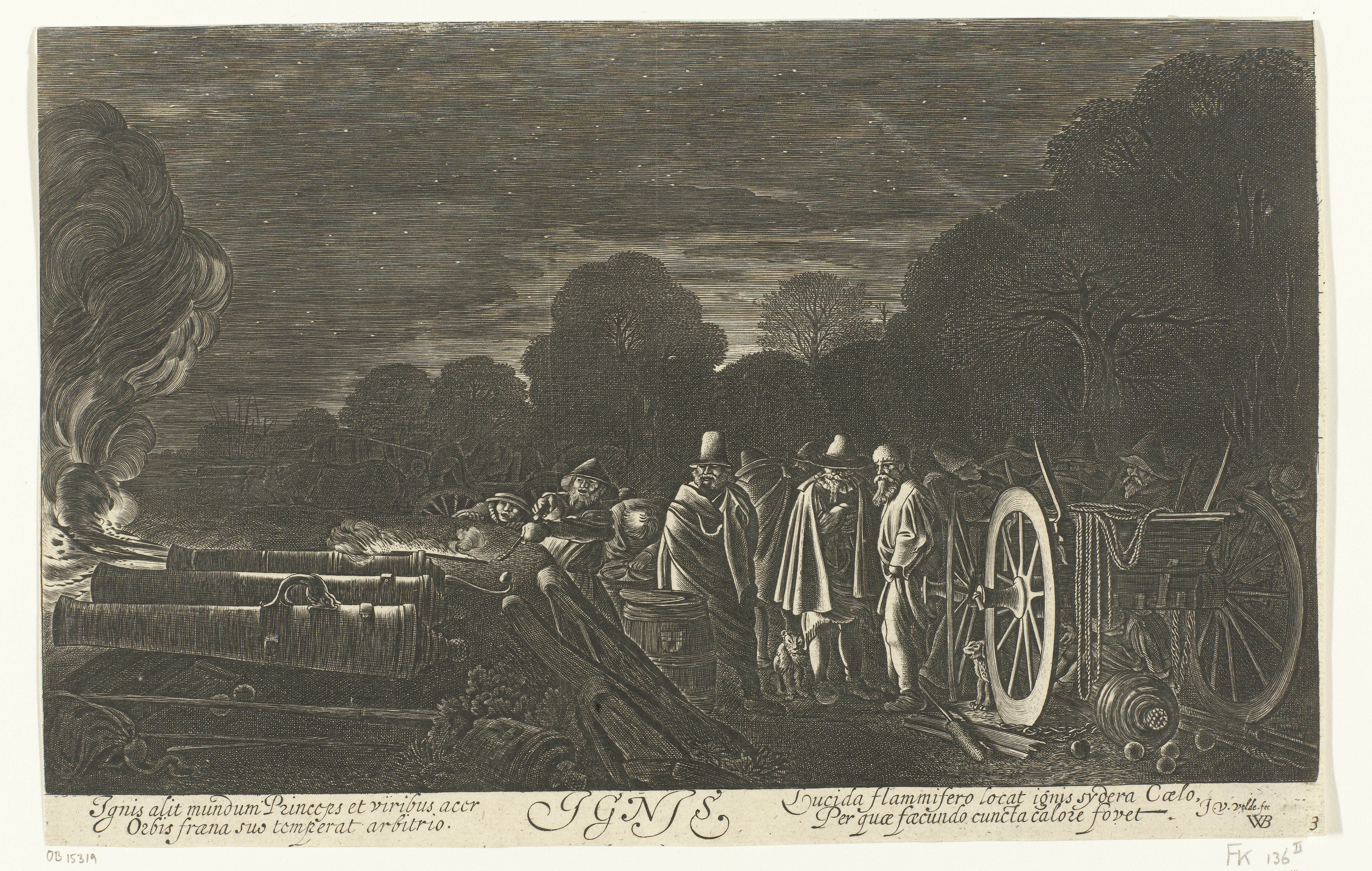
Soldaten schieten kanonnen af, prent uit 1605-1641

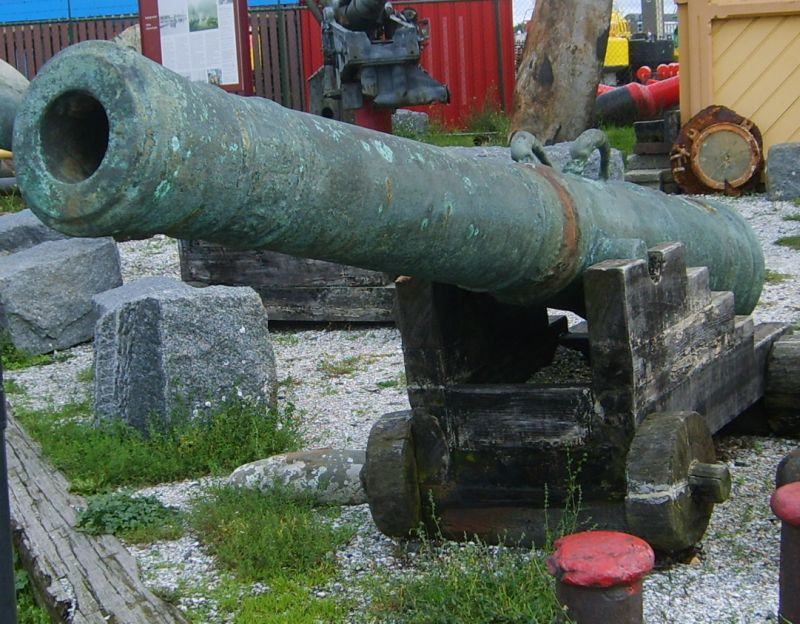
Bronzen scheepskanon, achttienponder (kogels van achttien pond) of culverijn, opgedoken bij Terschelling

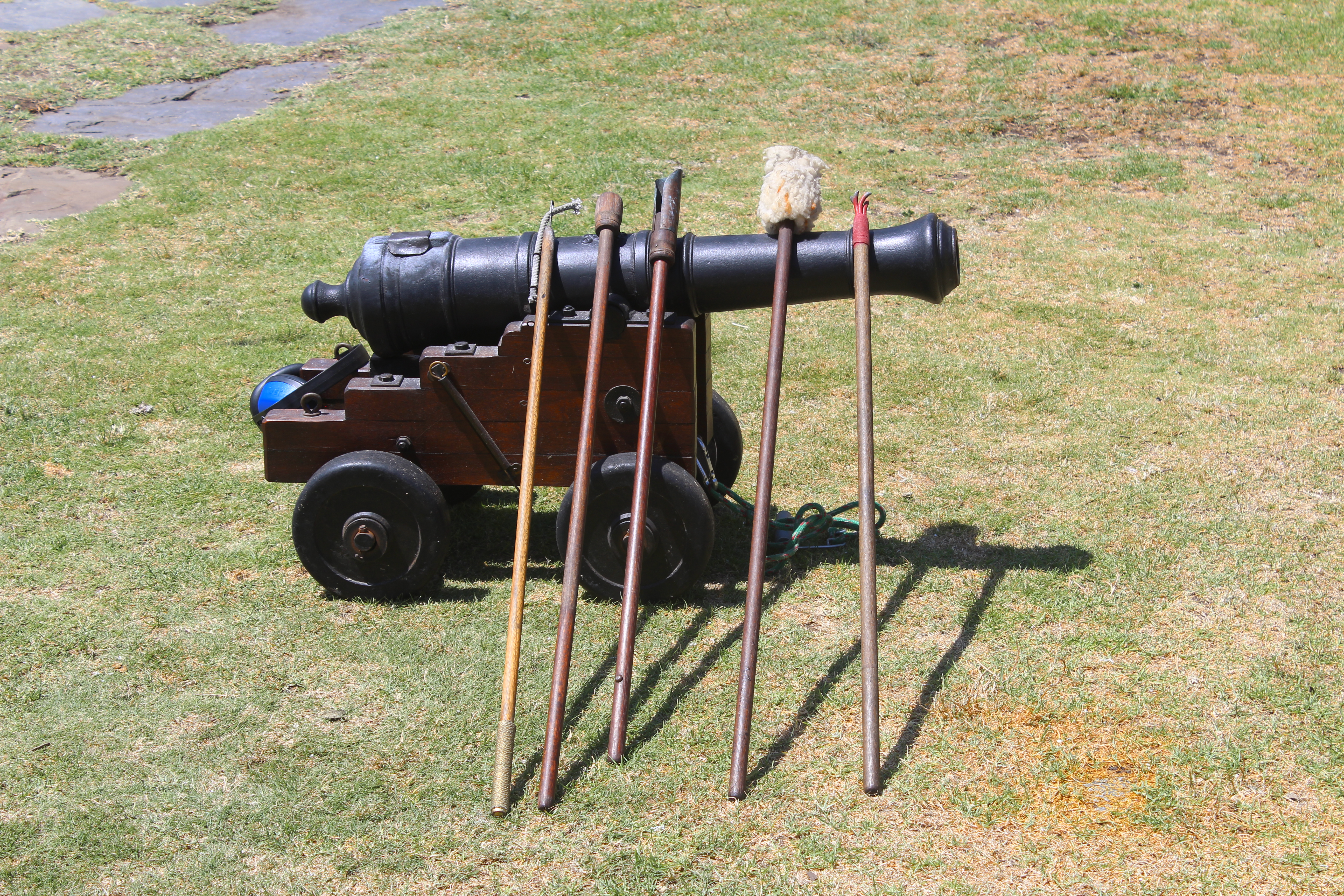
Brits marinekanon uit de 18e eeuw met gereedschap (Kasteel de Goede Hoop, Kaapstad).

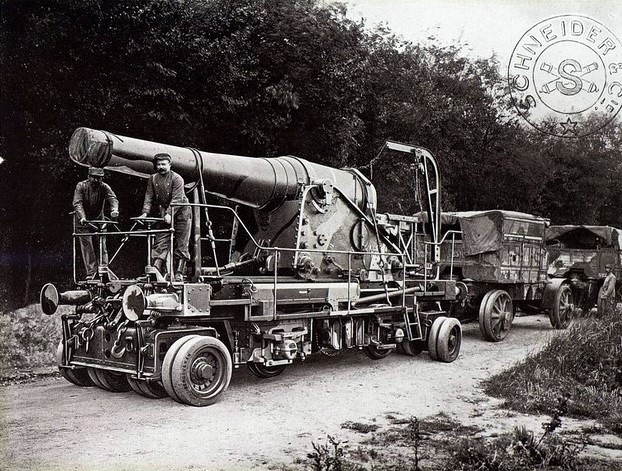
Zwaargeschut kanon model 24 C, firma Schneider-Creusot, Frankrijk, 1876

## Geschiedenis

### Middeleeuwen
Het kanon kon ontwikkeld worden dankzij de uitvinding van het buskruit in China. Het gebruik van buskruit voor vuurwapens was daar al in de 10e eeuw bekend, maar voor kanonnen was er weinig emplooi, vooral omdat de traditionele vijanden van de Chinezen nomadische stammen waren, die te paard in brede zwermen manoeuvreerden en zodoende met zware wapens niet effectief te bestrijden waren.
Een vroege vorm van het kanon is de bombarde, een zwaar stuk geschut uit gesmeed ijzer waarmee enkele stenen kogels per dag konden worden afgeschoten. Ze werden gebruikt voor de belegering van kastelen en ommuurde steden en lagen in een zware grote houten bekisting om de terugstoot op te vangen.
Het moderne kanon is omstreeks 1325 in Italië uitgevonden, nadat het buskruit door ontdekkingsreizigers naar Europa was meegenomen. De oudste betrouwbare bron vermeldt de vervaardiging van bronzen kanonnen en ijzeren kogels in 1326 voor de verdediging van Florence. Twintig jaar later werden tijdens de Slag bij Crécy kanonnen ingezet. In de Lage Landen werd de donderbus ingezet tijdens de Hoekse en Kabeljauwse twisten (1350-1500). Ten tijde van de invoering ervan was het kanon het zwaarste wapen dat een leger tot zijn beschikking had.
Karel VIII van Frankrijk gebruikte kanonnen tijdens zijn militaire campagne om het Koninkrijk Napels (1494/1495) met geweld onder zijn gezag te brengen. Zo werden de hoge muren van de Italiaanse steden probleemloos neergeschoten.

#### Benamingen
In de late middeleeuwen waren kanonnen nog relatief zeldzaam en elke kanonsoort kreeg een eigen naam, zoals culverin, howitzer (Duits: Haubitze) en kartouw. Grote belegeringskanonnen die maar enkele schoten per dag konden geven, kregen een eigen naam, zoals de Dulle Griet, waarvan nog een exemplaar uit 1450 in Gent staat. Vanaf het begin van de zeventiende eeuw kreeg het geschut in de Nederlanden de naam van het kaliber: men sprak bijvoorbeeld van 18-ponders, de reeks liep van 3 tot 36 pond. In Engeland was deze benaming pas ruim een eeuw later ingeburgerd, de benamingen culverin en demi-culverin bleven tot in de tijd van admiraal Nelson (circa 1800) in gebruik.

### Vroegmoderne tijd en renaissance
Het kanon heeft grote gevolgen voor de Europese machtspolitiek gehad: forten en vestingen in de oude kasteelvorm waren na de introductie van het kanon geen veilige schuilplaats meer voor ridders en lokale heersers. Dit is een van de ontwikkelingen die door historici wordt gebruikt om in Europa een onderscheid aan te brengen tussen de middeleeuwen en de vroegmoderne tijd.
In de loop van de vijftiende eeuw werden langere en dunnere kanonnen ontwikkeld waarmee ijzeren kogels konden worden verschoten die een grotere uitwerking hadden dan stenen projectielen. Rond 1540 begon men in het ijzerertsgebied Westfalen-Noord-Frankrijk en in Zuid-Engeland ijzeren voorladers te gieten. De uitvinding van het gietijzeren voorlaadkanon omstreeks die tijd, bracht grote veranderingen teweeg. De grondstoffen hiervoor waren volop in West-Europa aanwezig dus dit geschut kon in grotere hoeveelheden en relatief goedkoop gemaakt worden.
Ook op zee werd het kanon op grote schaal ingevoerd: oorlogs- en handelsschepen werden vanaf de 16e eeuw over een groot deel van de lengte met rijen kanonnen uitgerust, soms op meerdere dekken. De vijand werd tijdens het voorbijvaren beschoten, soms met twee kanonskogels die aan elkaar waren bevestigd tot haltervormige projectielen. Deze richtten aan dek een enorme ravage aan, zowel aan het schip en de tuigage als onder de bemanning.
Toen de Tachtigjarige Oorlog begon, ontstond in de Nederlanden een behoefte aan goedkoop geschut, voor de oorlogsvloot, het leger, steden en forten.
In de 17e en 18e eeuw handelden en smokkelden Nederlandse kooplieden op grote schaal in ijzeren geschut. Tot ongeveer 1630 kwam dit voornamelijk uit Engeland en daarna uit Scandinavië, met name uit Zweden. Met de uitvinding van het draakstuk in 1620 verschenen er bronzen voorlaadkanonnen met een aangepaste, tapse kruitkamer aan het eind van de vuurloop (ziel). Na de uitvinding van de hoogoven konden de kleinere bombarden ook van gietijzer gemaakt worden, de voor de verhitting benodigde blaasbalgen werden aangedreven door waterkracht, paarden of mensen. Europa streefde China met technologische ontwikkelingen op het gebied van kanonnen voorbij, het kanon raakte in China in de 17e eeuw in de vergetelheid.
Van de middeleeuwen tot in de vroegmoderne tijd ontwikkelde het kanon zich in grootte, kaliber en slagkracht, de materialen en de productieprocessen verbeterden, waardoor de wapens steeds krachtiger en effectiever in de vernietiging werden.

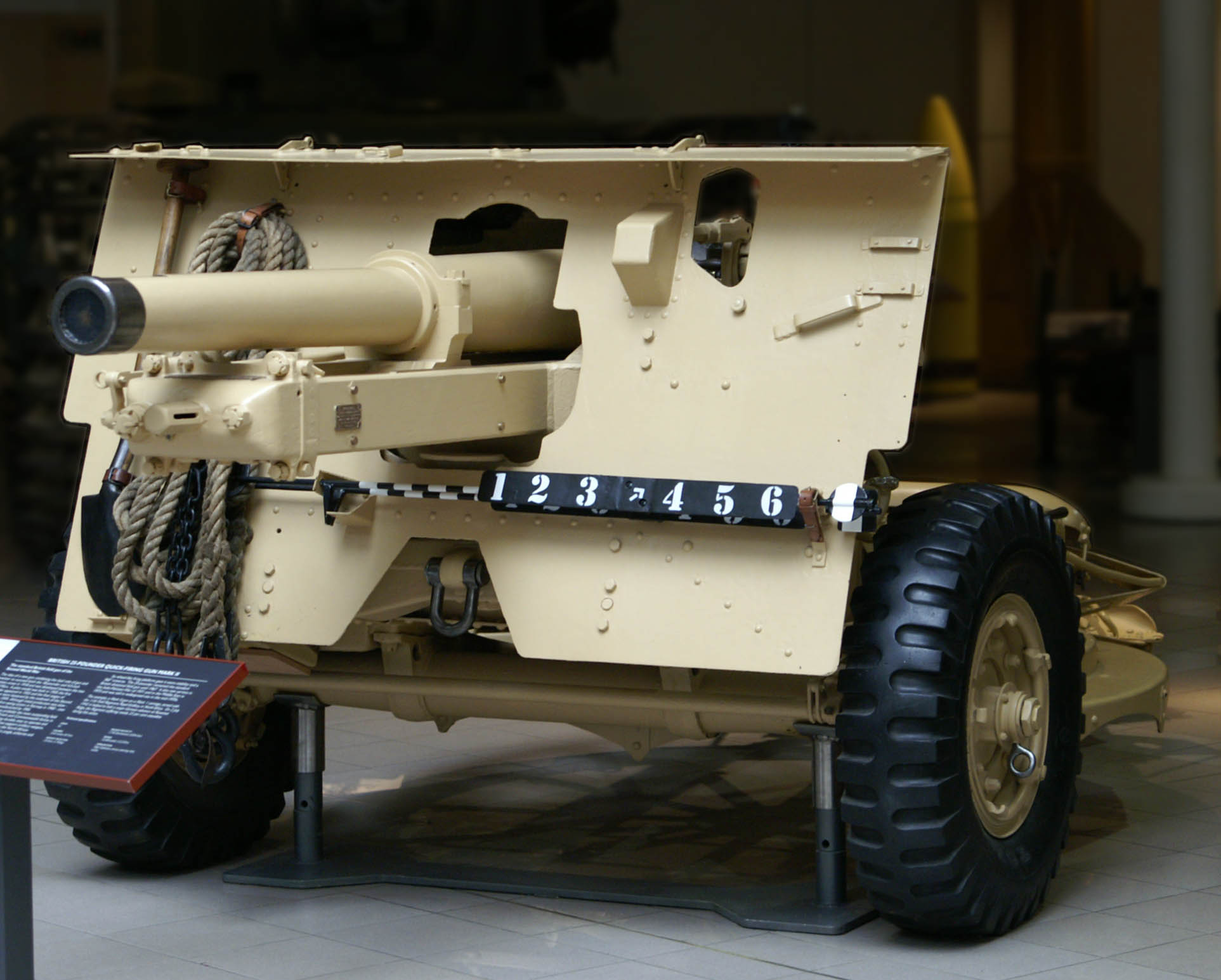
Britse Mark II 25-ponder

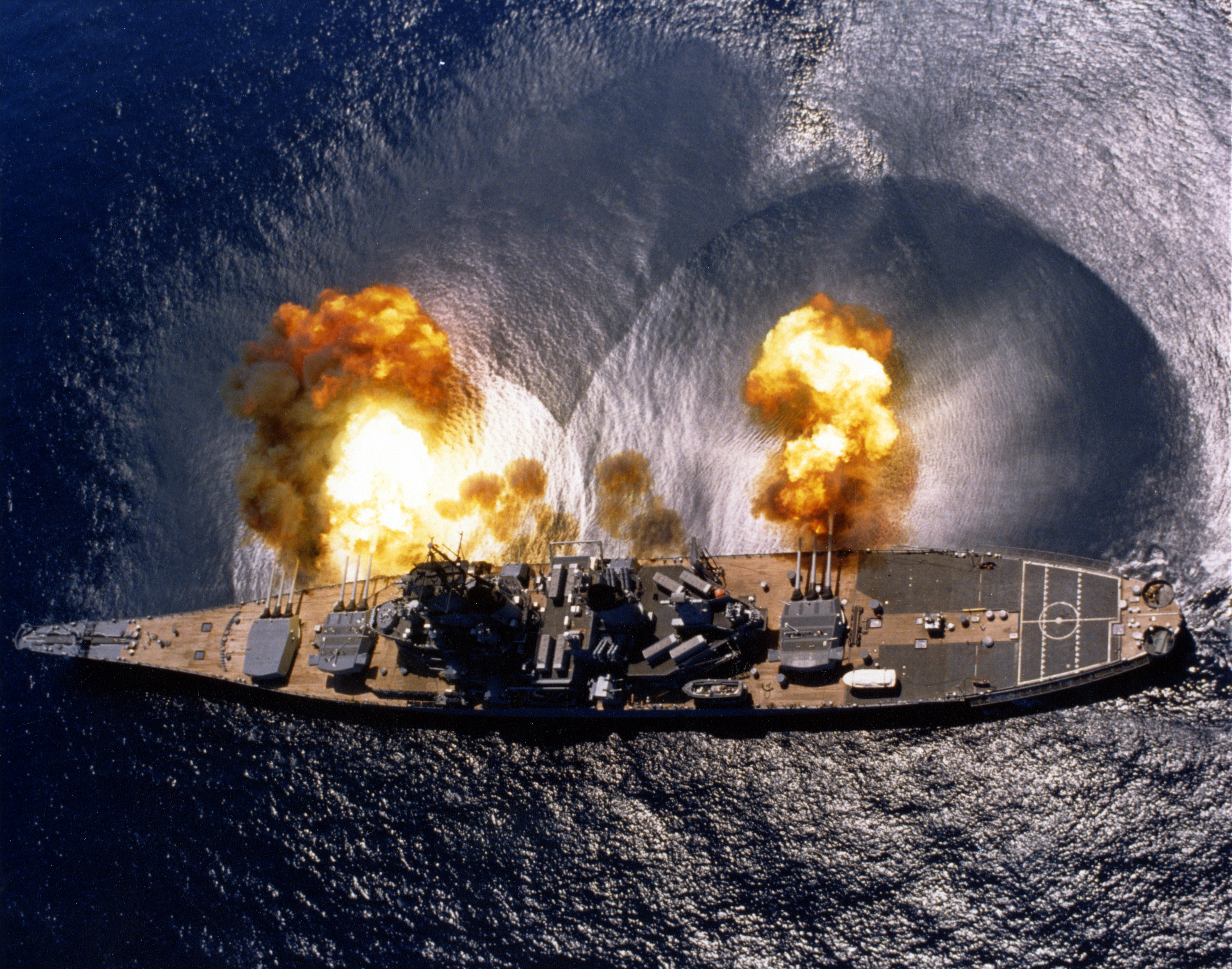
Het Amerikaanse slagschip USS Iowa schiet zijn 41 cm-kanonnen af tijdens een oefening.

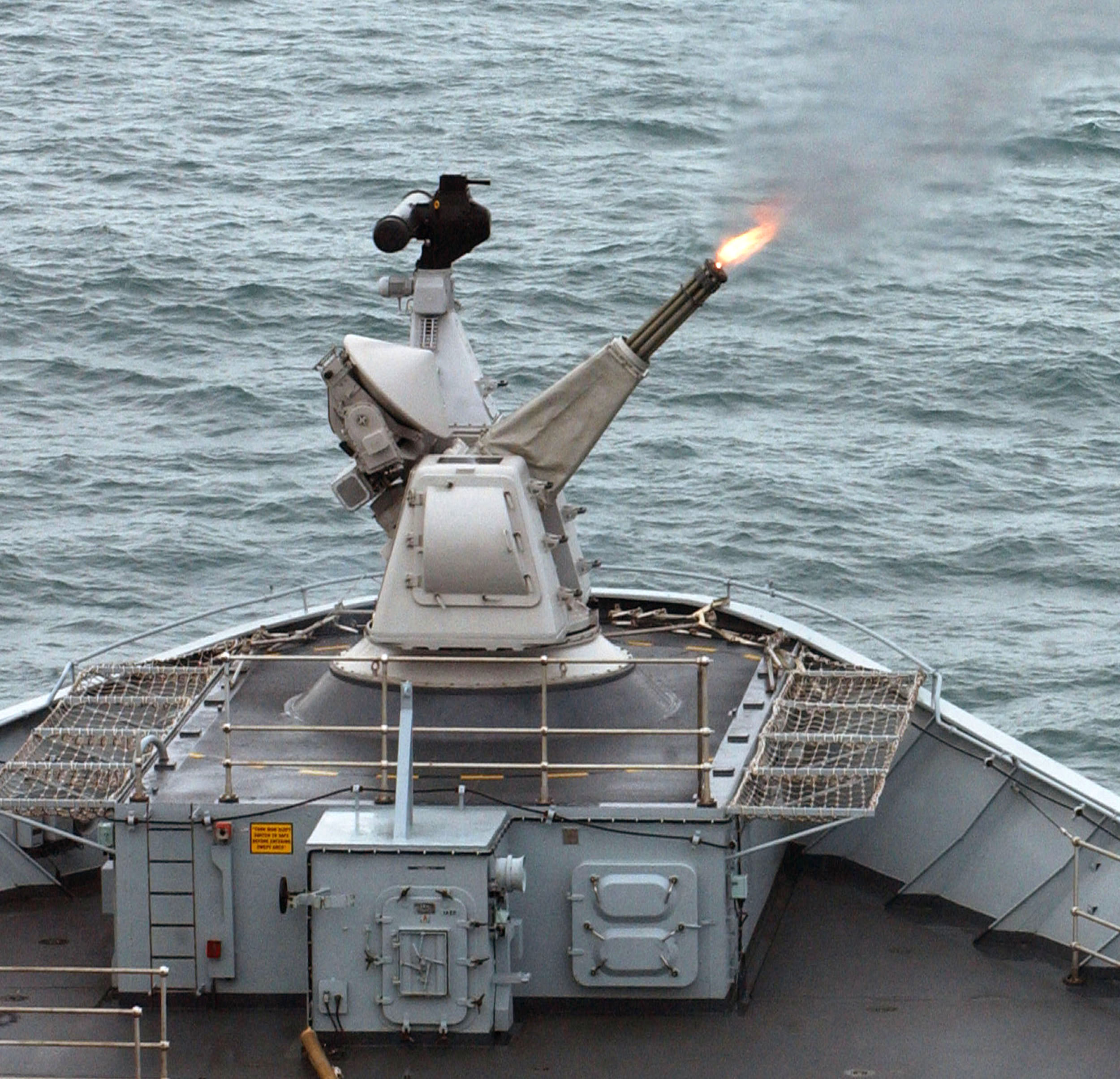
Nederlands Goalkeeper snelvuurkanon

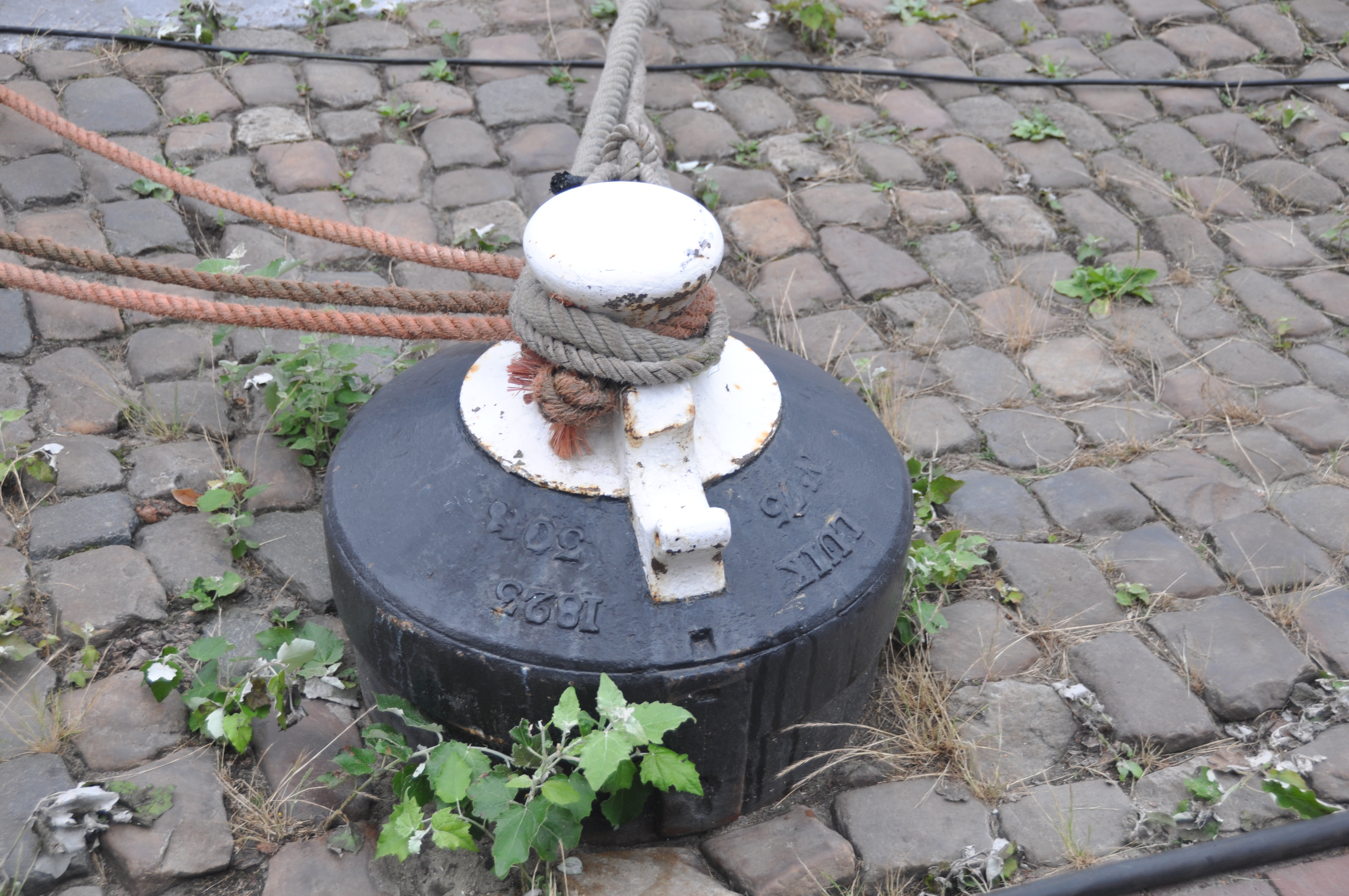
Alternatief gebruik van oud scheepskanon

### Negentiende eeuw
In de 19e eeuw waren er twee belangrijke uitvindingen die het kanon technisch veranderde in een nauwkeuriger en eenvoudiger te bedienen wapen. De schietbuis werd voorzien van trekken en velden die het projectiel langzaam om zijn as doen draaien, waardoor het wapen aanzienlijk nauwkeuriger werd. De zogenaamde achterlader werd ontwikkeld, waarbij de kogel en de kruitkardoes aan de achterkant van de loop worden aan- of ingebracht. Daardoor werd de snelheid waarmee een kanon kon worden herladen veel groter. De traditionele voorlader werd meer en meer vervangen.
Ook de munitie veranderde: de granaat werd verder ontwikkeld en er werden vanaf 1803 projectielen ontwikkeld (shrapnel) waarvan de bedoeling was dat ze tegen mensen en dieren (infanterie en cavalerie) werden ingezet met dodelijke werking. Door de ontwikkeling van moderne springstoffen kwam tegen het einde van de eeuw ook de brisantgranaat beschikbaar, die met zoveel kracht kon exploderen dat vrijwel alle vestingwerken nutteloos werden als verdedigingswerk. Technische ontwikkelingen in het affuit maakten het effect van de terugslag van het wapen kleiner. Door de uitvinding van de auto en rubberbanden werd het wapen eenvoudiger en in grotere hoeveelheden over land te verplaatsen. Door de keus voor de inzet van kanonnen in de oorlogsvoering, speelde dit zware geschutswapen een belangrijke rol tijdens veldslagen in de 19e eeuw.
Ten behoeve van oorlogsvoering op zee werden vanaf ongeveer 1850 de eerste ironclads gebouwd, gepantserde oorlogsschepen. Aanvankelijk waren deze bestand tegen inslagen van kanonskogels. Tegen het einde van de 19e eeuw werd als antwoord daarop pantserdoorborende munitie ontwikkeld die effectief was tegen de bepantserde scheepshuid.

### Twintigste eeuw tot heden
Tijdens de Eerste Wereldorlog droeg het wapen er in sterke mate toe bij dat er miljoenen doden vielen. Tot in de Tweede Wereldoorlog was het kanon een belangrijk wapen, zowel te land als ter zee. Schepen als de HMS Hood en de Bismarck beschoten elkaar met reusachtige kanonnen van kaliber 380 mm. Het Japanse slagschip de Yamato had zelfs kanonnen met een kaliber van 460 mm. Te land was het Duitse 88mm-kanon het zwaarste gangbare wapen. Het was aanvankelijk ontworpen als zwaar luchtafweergeschut, maar toen het bij wijze van noodoplossing horizontaal gericht werd, bleek het ook uiterst effectief als antitankwapen. Het werd vervolgens ook in de geschutskoepels van de zware Tiger I-tank gemonteerd. Het had een effectief bereik van tien kilometer, veel meer dan dat van de Amerikaanse Sherman-tank.
Tijdens de Tweede Wereldoorlog begonnen vliegdekschepen, bommenwerpers en 'zelfaandrijvende' granaten (raketten met een explosieve lading) aan belang te winnen. De hoeveelheid brandstof voor een raketmotor is veel gemakkelijker te vergroten dan de voortdrijvende lading van een granaat, waarbij ook het afschietende kanon steeds groter moet worden. Een bekende vroege raketwerper uit deze oorlog is de Katjoesja.
Na de Tweede Wereldoorlog ontwikkelde de Canadees Gerald Bull kanonnen onder de namen Project Babylon en Project HARP met gigantische afmetingen. Het kaliber liep op tot 1000 mm en een schietbuislengte van 156 meter. Het doel was om granaten (600 kg) over zeer grote afstand (1000 km) te schieten. In 1988 volgden contracten met Irak voor de levering van twee van deze kanonnen en een "Baby Babylon". Deze wapens zijn nooit ingezet. Gerald Bull werd slachtoffer van een aanslag.
Ter zee speelt het kanon als aanvalswapen nog slechts een marginale rol; een zwaar kanon kan een afstand van 20 à 30 km overbruggen, maar op zee is dat weinig; een geleid wapen met eigen aandrijving heeft daar een onmiskenbaar voordeel. Te land, ter zee en in de lucht is vlakbaangeschut nog steeds van belang, gemonteerd op schepen als verdediging tegen raketten, vliegtuigen, pantserwagens en tanks, vooral in de vorm van zelfladende snelvuurkanonnen.

## Techniek
Een kanon bestaat uit een of meerdere schietbuizen, een onderstel (affuit) en richtmiddelen. Een kanon is een vuurmond: het projectiel wordt afgeschoten door middel van kruit, dat wordt ontstoken.
Om het projectiel in een vlakke ballistische baan af te vuren, is een hoge aanvangssnelheid noodzakelijk. Dit wordt bereikt door een grote lengte van de schietbuis ten opzichte van de diameter (het kaliber) ervan. Deze verhouding is minimaal 15:1. Bij een lagere verhouding is een vlakke baan niet mogelijk, men spreekt dan over houwitsers (voor krombaangebruik) of mortieren (voor steilbaangebruik).
Afhankelijk van de manier waarop het kanon geladen wordt, wordt gesproken van voorladers dan wel achterladers. Bij een voorlader worden achtereenvolgens het kruit, een prop en het projectiel via dezelfde opening geladen als waaruit het projectiel wordt afgevuurd. Bij achterladers kan een granaat inclusief een huls waarin een ontsteker en het kruit zijn ondergebracht, met een enkele handeling via de achterzijde worden geladen.
Door de hitte en kracht van een schot ontstaat metaalmoeheid. Dit werd al vroeg onderkend. Met een kanon mocht niet meer dan een zeker aantal schoten worden gelost. Daarna werd het kanon vernageld: er werd een overmaatse loden kogel in de loop geslagen, en in het lontgat werd een nagel of nestelpen geslagen. Dergelijke vernagelde kanonnen werden als schroot verkocht of als sierobject neergezet. Vernagelen gebeurde ook met kanonnen die, als een nederlaag dreigde, in vijandelijke handen dreigden te geraken.

## Uitvoeringen
Kanonnen zijn in de loop der tijd in vele uitvoeringen gemaakt, zowel voor de aanval als voor de verdediging. De grootste exemplaren, die overigens nauwelijks meer in actieve dienst zijn, zijn te vinden op slagschepen, waar een kaliber van circa 460 mm het maximum is.
Het gemechaniseerd geschut en veel uitvoeringen van de tank zijn in wezen mobiele kanonnen.
Afhankelijk van het doel waarvoor het kanon is ontworpen, kan de schietbuis van binnen glad zijn, of "getrokken". In het laatste geval is de loop voorzien van "trekken en velden": zwak spiraalvormige groeven, die het projectiel om de as doen draaien. Hierdoor krijgt het projectiel een gyroscopisch effect waardoor de baan die het projectiel aflegt voorspelbaarder wordt.

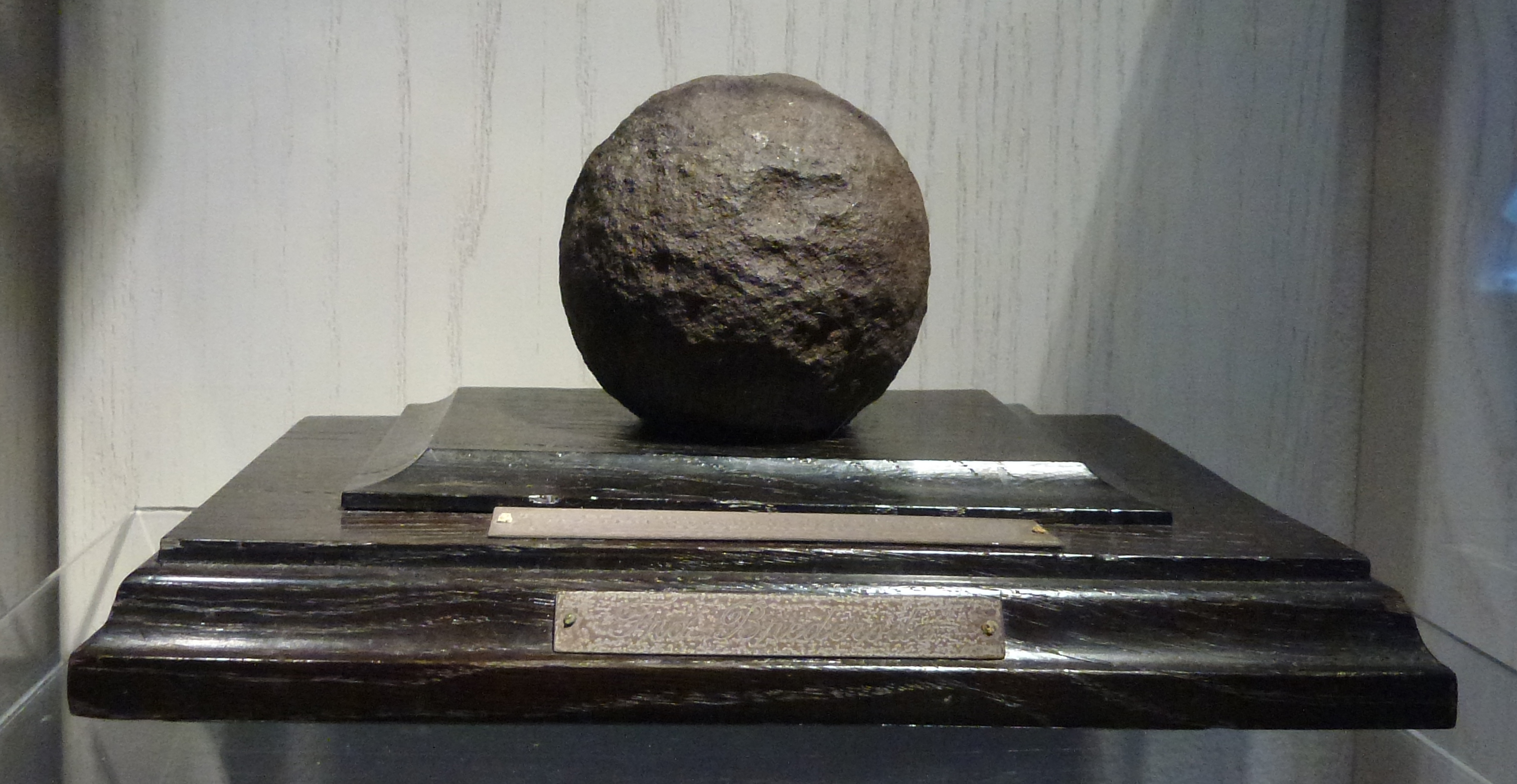
Vierponds kogel (gegoten ijzer) afkomstig van de Brederode

Als projectiel kunnen onder andere worden gebruikt:
- zware natuurstenen kogels
- zware metalen ballen
- holle projectielen met een explosieve lading (brisantgranaten), lichtgevende granaten aan parachutes voor gevechtsveldverlichting of gevuld met gifgas of biologische inhoud. Deze projectielen kunnen eventueel worden uitgevoerd met een aandrijfmechanisme voor een nog groter bereik, zodat het in feite raketten zijn
- shrapnel (vergelijkbaar met hagel)
- pantserdoorborende "pijlen" vervaardigd uit wolfraam of verarmd uranium

De keuze van de projectielen is afhankelijk van het doel dat wordt beschoten. Om een tank uit te schakelen gebruikt men pantserdoorborende projectielen; om infanterie op korte afstand te bestoken gebruikt men een kartets of shrapnel, dat onder andere tijdens de slag bij Waterloo werd gebruikt.

## Wetenswaardigheden
- Het metselaartje, een type drinkglas, wordt ook wel een kanon genoemd omdat het op een ouderwets kanon lijkt.
- Bij de Koninklijke Marine is naast 'kanonnen' ook de meervoudsvorm 'kanons' gangbaar.[2]